# Guerra del Daghestan
La Guerra del Daghestan o Invasione del Daghestan fu una serie di incursioni iniziata quando la Brigata internazionale islamica, gruppo fondamentalista islamico guidato da Šamil' Basaev, Ibn al-Khattab, Ramzan Achmadov e Arbi Baraev con base in Cecenia, invase la vicina Repubblica federale russa del Daghestan il 7 agosto 1999, a sostegno della Shura (Consiglio) dei ribelli separatisti del Daghestan.
La guerra si concluse con la vittoria per la Federazione Russa e la Repubblica del Daghestan e con la ritirata delle truppe dei fondamentalisti. L'invasione del Daghestan, insieme a una serie di attentati contro abitazioni a Mosca e Volgodonsk nel settembre 1999, servì da principale casus belli per la seconda guerra cecena.

## Antefatti
Nel 1997 un gruppo sempre maggiore di fondamentalisti daghestani si riunì attorno alla figura di Bagautdin Kebedov (o Magomedov), predicatore fondamentalista di etnia avàra. Durante la prima guerra cecena, Kebedov e i suoi collaboratori stabilirono stretti contatti con Ibn al-Khaṭṭāb e con i comandanti ceceni. Questi contatti furono mantenuti dopo la guerra, il che portò a repressioni più dure contro i "wahhabiti" da parte delle autorità daghestane. In questo periodo si venne a formare una comunità fondamentalista tra i villaggi di Kharamakhi, Čabanmakhi e Kadar che divenne una piccola regione autonoma all'interno del Daghestan.
Nell'aprile 1998 si tenne a Groznyj il Congresso dei popoli dell'Ičkeria e del Daghestan (KNID), in cui Šamil Basaev fu eletto presidente. L'idea stessa di creare un'organizzazione, così come le decisioni che prendeva, erano in linea con uno dei principali ideologi dei "rivoluzionari nazionali" ceceni: "la liberazione del Caucaso musulmano dal giogo imperiale russo". Nel settembre dello stesso anno, il ministro degli Interni russo Sergej Stepašin si recò a Bujnaksk. Il ministro parlò coi leader delle comunità della Shari'a, che avevano promesso che non avrebbero più negato la supremazia della Costituzione se il ministro avesse promesso di non usare la forza contro di loro, de facto riconoscendo l'enclave salafita.
Nell’aprile del 1999, Kebedov, come emiro (comandante) della Jama'at islamica del Daghestan, incominciò a predicare in Cecenia il Jihād per liberare il Daghestan e tutta la regione del Caucaso dalla presenza russa. Il 4 agosto, tre giorni prima dell’invasione, alcuni uomini del Ministero degli Interni russo furono uccisi in un’imboscata messa in atto da alcuni uomini di Kebedov tra il confine della Cecenia con il Daghestan. Pare che l'ex vice primo ministro e ministro della sicurezza nazionale della Repubblica cecena di Ičkeria, Turpal-Ali Atgeriev, avesse già cercato di avvertire l'allora direttore dell'FSB, Vladimir Putin, di un'imminente invasione del Daghestan.

## Guerra

### Operazione "Imam Kazi-Magomed"
Il 7 agosto la Brigata Islamica Internazionale, composta da cinquecento a duemila jihadisti e comandata dal saudita Ibn al-Khaṭṭāb e da Basaev, attraversò il confine del Daghestan dalla Cecenia e occuparono senza resistenza diversi villaggi nei distretti di confine di Botlikh e Cumadi. Il fratello minore di Basaev, Širvani, guidò cento uomini verso il villaggio di Andi. Altri militanti andarono verso il villaggio di Ansalta per poi conquistare Rakhata, avvicinandosi al capoluogo di Botlikh. Dopo queste rapide avanzate, i militanti incominciarono ad essere ostacolati dalle popolazioni locali, che invece di vedere i fondamentalisti come "eroi liberatori" li percepirono come invasori estremisti, bloccando loro passi montani importanti.

#### Battaglia della collina "orecchio d'asino"
Il 9 agosto, un gruppo di militanti guidati da Basaev presero la collina "orecchio d'asino". Questa posizione era situata su una montagna situata a ovest del villaggio di Botlikh con un'altezza di circa 500 metri. Il 13 agosto, 63 paracadutisti del 108º Reggimento della 7ª Divisione d'assalto aviotrasportata delle guardie, insieme a un plotone di ricognizione, avanzarono verso la collina.
Il 18 agosto i paracadutisti russi riuscirono ad aggirare la collina per lanciare un nuovo assalto, ma senza successo. Il giorno successivo, il fuoco dei militanti divenne meno pesante, a causa di carenza di munizioni e, più tardi, lasciarono l'altura. I militanti  minarono il tragitto che conduceva alla cima della montagna, il che complicò in modo significativo il loro assalto. La conquista diretta dell'altura 1622,5 fu effettuata dalla 1ª e 2ª Compagnia del 247º Reggimento d'assalto aereo insieme a elementi della 131ª Brigata fucilieri motorizzata.

#### Contrattacco russo
Il 10 agosto, il 696º Battaglione della 136ª Brigata fucilieri motorizzata incominciò a muoversi verso il distretto di Botlikh. Il giorno successivo, la 102ª Brigata operativa delle truppe interne, insieme alla polizia distrettuale di Cumadi, iniziò ad affrontare i fondamentalisti.
Le forze federali bombardarono le posizioni dei ribelli nelle aree di Gagatli e Andi. Le forze federali effettuarono incursioni sugli insediamenti di Agali, Ečeda, Khvaini, Gakko, per poi stabilire fortificazioni. Gli elicotteri delle truppe interne distrussero le sedi dei gruppi armati ribelli nell'area del villaggio di Khvaini.
Il 18 agosto le truppe russe attaccarono il villaggio di Tando, importante centro logistico dei fondamentalisti, collegato con il territorio ceceno. I militanti respinsero l'attacco, uccidendo otto soldati e ferendone venti. In seguito le forze federali, con l'ausilio del 247º Reggimento d'assalto, usarono per la prima volta bombe termobariche sul villaggio.
Il 23 agosto, Basaev e Khattab annunciarono la loro ritirata dal distretto di Botlikh. Il giorno successivo, il 24 agosto, il comando militare del Caucaso settentrionale riferì che le truppe federali avevano liberato gli ultimi villaggi di Tando, Rakhata, Šoroda, Ansalta, Ziberkhali e Ašino.

### Operazione "Imam Gamzat-bek"
Il 29 agosto, dopo la fine dei combattimenti nella regione di Botlikh, iniziò un'operazione per liquidare l'enclave wahhabita di Kadar, nel distretto di Bujnansk. L'operazione venne guidata dal comandante in capo delle truppe interne russe, il colonnello generale Vjačeslav Ovčinnikov, e dal ministro degli affari interni del Daghestan, il maggior generale Adil'gerej Magomedtagirov.
Il 5 settembre, i militari entrarono in Daghestan per la seconda volta, diretti al distretto repubblicano di Novolak. L'attacco avrebbe dovuto distrarre le forze dell'esercito e della polizia russe, togliendo pressione ai villaggi wahhabiti ribelli di Karamakhi e Čabanmakhi nella zona di Kadar. Gli islamisti attaccarono da più fronti.

#### Battaglia di Novolaskoe
Il 5 settembre le forze islamiste attaccarono Novolakskoe, capoluogo del distretto di confine. Se gli islamisti avessero preso la cittadina, avrebbero potuto dirigersi verso Chasavjurt in soli 5 kilometri e così collegarsi alle reti separatiste cecene nella zona e ipoteticamente proseguire per l'autostrada R-217 fino alla capitale daghestana di Machačkala. 60 agenti della polizia distrettuale, insieme all'unità antisommossa OMON di Libeck, rimasero assediati all'interno della cittadina. Un distaccamento corazzato della 22ª Brigata operativa, incaricato di aiutare l'evacuazione delle forze federali, venne bloccato fuori dall'insediamento. Dopo vari tentativi falliti di sbloccare gli accerchiati con l'aiuto del gruppo corazzato formato, le forze federali presero la decisione di uscire dall'accerchiamento da soli. Seconda la versione del generale Ovčinnikov, gli assediati vennero aiutati, mentre secondo il personale dell'OMON, non fu effettuato alcun tentativo di supporto da parte delle forze federali.
Negli scontri, il fratello minore dell'emiro Ramzan Akhmadov, Khuta "Abdurrahman", morì in combattimento.

#### Assedio della "Torre televisiva"
Un altro obbiettivo dei militanti fu un ripetitore televisivo situato su una collina del distretto, ad un'altitudine 715 metri. Il punto aveva un'importanza strategica: la collina si affacciava su una parte significativa del territorio dell'intero distretto, comprese le strade principali.
Il 6 settembre, dopo una strenua resistenza delle forze federali, i ribelli wahhabiti si arresero.

#### Massacro di Tukhčar
Cinquanta membri del Reggimento delle forze islamiche, provenienti da Iškhoj-Jurt e guidati da Umar "Karpinskij" Edilsultanov, attaccarono un posto di blocco della 22ª Brigata operativa, a guardia del villaggio di Tukhčar. Dopo aver respinto diversi assalti, i soldati federali dovettero retrocedere e ritirarsi nel villaggio, dopo che i militanti avevano distrutto il loro veicolo da combattimento con un colpo di lanciagranate. Entrati poi nell'insediamento, catturarono il tenente Vasilij Taškin, "giustiziandolo" insieme ad altri cinque soldati. Il villaggio venne liberato dalle truppe federali l'8 settembre.

#### Massacro delle forze speciali di Armavir
Tra il 10 e l'11 settembre, il colonnello generale Viktor Kazancev, comandante del Distretto militare del Caucaso settentrionale, diresse un'operazione per riconquistare il ripetitore televisivo nel distretto di Novolak. Per errore le truppe russe ricevettero dei trasmettitori quasi scarichi. Il 15º Distaccamento specnaz "Vjatič", noto comunemente come "Forze speciali di Armavir", giunse sulla collina senza resistenza per poi incominciare a fortificare le posizioni per eventuali attacchi. Gli specnaz, dopo aver avvisato il comando generale dell'espugnazione della collina, avrebbero dovuto resistere finche non fossero arrivati i rinforzi. 
Le truppe wahhabite incominciarono a sparare contro l'unità da un'altra altura, riuscendo a far ritirare i russi dal ripetitore. Il comandante del gruppo d'assalto, Sergej Bogdančenko, morì per le ferite durante l'evacuazione. Non venendo avvisati del deterioramento della situazione, il resto dei rinforzi arrivarono impreparati all'assalto dei fondamentalisti, diventando vittime di un'imboscata. Vennero chiamate quattordici riserve accompagnate da due veicoli di trasporto corazzati. Dei quattordici, dodici soldati furono uccisi mentre due furono ricoverati in ospedale in condizioni critiche. 
Con la ritirata, vennero chiamati gli aerei d'assalto terrestre per coprire le truppe. A causa delle mancate comunicazioni, gli aerei bombardarono alcune posizioni dell'unità russa, uccidendo nove soldati e ferendone ventitré.
La riconquista di Čabanmakhi e Karamakhi fu annunciata il 12 settembre e, successivamente, il 14 settembre le forze federali ripresero il controllo completo del distretto di Novolak.
La parte federale annunciò di aver subito 275 morti, 15 dispersi e circa 937 feriti. Il numero dei civili uccisi non è mai stato comunicato.

## Reazioni internazionali
Unione europea - Il Parlamento Europeo ha espresso profondo rammarico per le vittime civili e militari e chiese alle autorità russe di ripristinare la sicurezza nel Daghestan, rispettando i diritti umani e proteggendo la popolazione civile nei villaggi colpiti dalle forze "estremiste".

## Ordine di battaglia

### Russia
COMANDANTE DEL GRUPPO CONGIUNTO DI FORZE IN DAGHESTAN (tenente generale Gennadij Trošev)
 Forze armate russe
- Forze terrestri russe
  -  58ª Armata combinata delle guardie
    -  136ª Brigata fucilieri motorizzata delle guardie "Uman-Berlino"

  - 131ª Brigata fucilieri motorizzata delle guardie "Krasnodar"
  -  205ª Brigata fucilieri motorizzata cosacca[37]

- Forze aviotrasportate russe
  -  7ª Divisione d'assalto aereo da montagna delle guardie
    -  108º Reggimento d'assalto aereo delle guardie "Cosacchi del Kuban"
    -  247º Reggimento d'assalto aereo delle guardie "Cosacchi del Caucaso"
- Aereonautica militare russa

 Ministero degli affari interni russo
- Milicija
- Truppe interne russe
  -  22ª Brigata operativa
  -  102ª Brigata operativa
  -  15º Distaccamento speznaz "Vjatič"
- OMON "Legion" di Lipeck